# Вієна і Фантоми
«Вієна і Фантоми» (англ. Viena and the Fantomes) — американський музичний романтичний драматичний фільм сценариста і режисера Херардо Наранхо. У головних ролях: Дакота Феннінг, Джеремі Аллен Вайт, Френк Діллейн, Олівія Луккарді, Калеб Лендрі Джонс, Зої Кравітц та Еван Рейчел Вуд.

## Сюжет
Гастрольний менеджер Вієна подорожує Сполученими Штатами з панк-гуртом «Фантоми» у 1980-х роках.

## Акторський склад
| Актор              | Роль    |
| ------------------ | ------- |
| Дакота Феннінг     | Вієна   |
| Джеремі Аллен Вайт | Фредді  |
| Френк Діллейн      | Кіс     |
| Олівія Луккарді    | Ребекка |
| Сара Стіл          | Луна    |
| Філіп Еттінгер     | Бойер   |
| Калеб Лендрі Джонс | Альберт |
| Зої Кравітц        | Мідж    |
| Еван Рейчел Вуд    | Сьюзі   |
| Джон Бернтал       | Монро   |

## Виробництво
Виробництво фільму почалося в 2014 році в Лас-Вегасі, коли Херардо Наранхо написав свій перший англомовним сценарій. Зрештою, фільм було відкладено до 2020 року, оскільки режисер хотів отримати «ідеальний» монтаж.

## Випуск
Фільм був випущений у форматі відео на замовлення 30 червня 2020 року студією Universal Pictures.